# Grup de l'aragonita
El grup de l'aragonita és un grup de minerals de la classe dels carbonats que està format per quatre carbonats ortoròmbics. Els cations d'aquests minerals estan disposats en una estructura propera a la forma hexagonal, produint la marcada simetria pseudohexagonal, com s'il·lustra als seus angles i per les característiques macles mimètiques d'aquestes espècies. Una sèrie completa s'estén entre l'estroncianita i la witherita a temperatures elevades.
Els minerals que integren aquest grup són: l'aragonita, la cerussita, l'estroncianita i la witherita.
| Espècie       | Fórmula |
| ------------- | ------- |
| Aragonita     | CaCO₃   |
| Cerussita     | PbCO₃   |
| Estroncianita | SrCO₃   |
| Witherita     | BaCO₃   |

Segons la classificació de Nickel-Strunz, els minerals del grup de l'aragonita pertanyen a "05.AB: carbonats sense anions addicionals, sense H₂O, alcalinoterris (i altres M2+)» juntament amb els minerals següents: calcita, gaspeïta, magnesita, otavita, rodocrosita, siderita, smithsonita, esferocobaltita, ankerita, dolomita, kutnohorita, minrecordita, vaterita, huntita, norsethita, alstonita, olekminskita, paralstonita, baritocalcita, carbocernaïta, benstonita i juangodoyita.